# Прусово (Псковская область)
Прусово (Прусыно) — деревня в Струго-Красненском районе Псковской области России. Входит в состав сельского поселения «Марьинская волость».

## География
Находится на северо-востоке региона, в северо-западной части района, в лесной местности, около д.Радонка, истока руч. Прусинка, вблизи озера Заслапское. Произрастает ель, берёза.
Уличная сеть не развита.

## История
Первое упоминание — 1498 г., как дер. Прусово Быстреевского погоста Шелонской пятины.
В октябре 1943 г. дер. Прусово была сожжена.
Согласно Закону Псковской области от 28 февраля 2005 года деревня Прусово вошла в состав образованного муниципального образования Сиковицкая волость.
До апреля 2015 года деревня Прусово входила в Сиковицкую волость.
В соответствии с Законом Псковской области от 30 марта 2015 года № 1508-ОЗ деревня Прусово, вместе с другими селениями упраздненной Сиковицкой волости, вошла в состав образованного муниципального образования «Марьинская волость».

## Население
| 2001 | 2002 | 2010 | 2011 |
| ---- | ---- | ---- | ---- |
| 12   | ↘8   | ↘5   | ↗7   |

## Инфраструктура
В 1929-41 гг. — эстонский колхоз «Себер-Драугс» («Дружба народов»), в 1944-50 гг. — колхоз «Прусово», в 1950-61 гг. — бригада Прусово колхоза имени Сталина, в 1961-70 гг. — бригада Прусово колхоза имени Кирова, в 1970—1992 гг. — бригада Прусово совхоза «Первомайский». Молочнотоварная ферма Прусово: в колхозе имени Сталина (1959); в совхозе «Первомайский» (1979, 1982, 1987); в ТОО «Первомайское» (1993).
Почтовое отделение, обслуживающее д. Прусово, — 181114; расположено в бывшем волостном центре д. Сиковицы.

## Транспорт
Просёлочные дороги, одна из них к бывшему волостному центру д. Сиковицы.